# Ashley Walden
Ashley Walden z d. Ashley Hayden (ur. 5 listopada 1981 w Framingham) – amerykańska saneczkarka, medalistka mistrzostw świata.
W reprezentacji USA startował od 1996. Na igrzyskach olimpijskich wystąpiła jeden raz, w 2002, zajmując ósme miejsce. W mistrzostwach świata wywalczyła dwa medale. W 2004 oraz 2005 zostawała wicemistrzynią świata w drużynie mieszanej. Jej największym osiągnięciem w klasyfikacji generalnej Pucharu Świata było szóste miejsce w sezonie 2006/2007. Na swoim koncie ma jedno miejsce na podium.
W 2007 wyszła za mąż za urodzonego w Szwecji amerykańskiego saneczkarza Bengta Waldena.

## Osiągnięcia

### Igrzyska olimpijskie
| Rok  | Miejsce        | Jedynki |
| ---- | -------------- | ------- |
| 2002 | Salt Lake City | 8.      |

### Mistrzostwa świata
| Rok  | Miejsce      | Jedynki | Drużyna mieszana |
| ---- | ------------ | ------- | ---------------- |
| 1999 | Königssee    | 25.     |                  |
| 2000 | Sankt Moritz | 22.     | 6.               |
| 2001 | Calgary      | 10.     |                  |
| 2004 | Nagano       | 6.      | 2.               |
| 2005 | Park City    | 4.      | 2.               |
| 2007 | Innsbruck    | 9.      |                  |
| 2009 | Lake Placid  | 7.      |                  |
| 2011 | Cesana       | 17.     |                  |

### Puchar Świata

#### Miejsca w klasyfikacji generalnej
| Sezon     | Miejsce |
| --------- | ------- |
| 1998/1999 | =20.    |
| 1999/2000 | 16.     |
| 2000/2001 | 11.     |
| 2001/2002 | 15.     |
| 2002/2003 | 13.     |
| 2003/2004 | 8.      |
| 2004/2005 | 9.      |
| 2005/2006 | 15.     |
| 2006/2007 | 6.      |
| 2007/2008 | 16.     |
| 2008/2009 | 22.     |
| 2010/2011 | =11.    |
| 2011/2012 | 28.     |

#### Miejsca na podium chronologicznie
| Nr | Dzień       | Rok  | Miejscowość | 1. Zjazd | Wynik 1. | 2. Zjazd | Wynik 2. | Łączny czas  | Lokata | Strata   | Zwycięzca  | Przypisy |
| -- | ----------- | ---- | ----------- | -------- | -------- | -------- | -------- | ------------ | ------ | -------- | ---------- | -------- |
| 1. | 22 stycznia | 2005 | Winterberg  | 45.981 s | 4.       | 45.897 s | 1.       | 1:31.878 min | 3.     | +0.245 s | Sylke Otto | -        |